# Валленборн
Валленборн (нім. Wallenborn) — громада в Німеччині, розташована в землі Рейнланд-Пфальц. Входить до складу району Вульканайфель. Складова частина об'єднання громад Даун.
Площа — 8,32 км2. Населення становить 429 ос. (станом на 31 грудня 2020).